# Church League for Women's Suffrage
La Church League for Women's Suffrage (« Ligue ecclésiastique pour le droit de vote des femmes ») est une organisation britannique, fondée par le révérend Claude Hinscliffe en 1909, militant pour le droit de vote des femmes.
Agnes Maude Royden en était la présidente, Olive Wharry et Margaret Nevinson en sont des membres illustres.
Edith Picton-Turbervill est la première femme à prêcher dans une église de l'Église d'Irlande, avec l'approbation de l’Archevêque de Dublin sous le patronage de la CLWS.